# بروک لنگتون
 بروک لنگتون (انگلیسی: Brooke Langton؛ زادهٔ ۲۷ نوامبر ۱۹۷۰) یک هنرپیشه اهل ایالات متحده آمریکا است.
از فیلم‌ها یا برنامه‌های تلویزیونی که وی در آن نقش داشته است می‌توان به عروس را ببوس و هوسران اشاره کرد.